# Gaudenci de Brescia
Gaudenci de Brescia (Brescia, Itàlia romana, segona meitat del segle IV - entre 420 i 427) fou el vuitè bisbe de Brescia. És venerat com a sant per diverses confessions cristianes. Les fonts per a la seva vida són, essencialment, els seus sermons, en els que hi fa alguna referència.
Gaudentius fou deixeble i amic del bisbe Filastri de Brescia, i va gaudir de prestigi com a persona molt formada. A la mort del bisbe, cap al 388, fou elegit successor seu mentre estava fent un pelegrinatge a Terra Santa. Volia refusar l'oferiment, però Ambròs de Milà el va pressionar perquè l'acceptés i fou consagrat cap al 390.
Va formar part de l'ambaixada que el papa Innocenci I envià a la cort d'Arcadi el 406 per donar suport a Sant Joan Crisòstom, exiliat per l'emperador, i que finalment no va aconseguir el resultat desitjat, ja que se'ls impedí d'arribar a Constantinoble. En tornar a Brescia, fa erigir l'església del Concilium Sanctorum, dedicada al conjunt dels sants, i on va dipositar les relíquies de sants que havia recollit a Terra Santa. Quan el bisbe morí, cap al 411 o 412, fou sebollit en aquesta església, avui de San Giovanni
Va deixar escrits 21 discursos (Sermones), d'estil simple però expressió afortunada, i que va escriure en atenció a un fidel malalt que no podia assistir a les celebracions on els pronunciava.